# Malcoci, Tulcea
Malcoci este un sat în comuna Nufăru din județul Tulcea, Dobrogea, România.
Satul a fost înființat în anul 1843 de 25 de familii germane, care purtau numele strămoșilor lor originari din Alsacia, Valea Rinului, Baden, precum: Weideman, Klein, Kress, Frank, Ehret, fiind primul sat german catolic din Dobrogea.
Malcoci este considerat a fi primul sat înființat de germanii dobrogeni, aflați sub conducerea lui Ignațiu Hoffart – ucis de turci în timpul războiului din Crimeea. Ion Ionescu de la Brad găsește în 1850 la Malcoci 50 de familii de germani care se ocupau cu creșterea vitelor în special și fabricarea untului.
În perioada 1843-1859 localitatea a fost populată cu coloniști de origine germană, cunoscuți ca germani dobrogeni, și a purtat denumirea de Malkotsch. Majoritatea germanilor au părăsit localitatea în 1940, fiind strămutați cu forța în Germania nazistă, sub lozinca Heim ins Reich (Acasă în Reich). 
Biserica catolică „Sf. Gheorghe” se află în stare avansată de degradare.